# Себорга
Себорга, Себорґа (італ. Seborga) — комуна в Італії, у регіоні Лігурія, провінція Імперія.
Себорга розташована на відстані близько 450 км на північний захід від Рима, 120 км на південний захід від Генуї, 28 км на захід від міста Імперії.
Населення — 326 осіб (2014).
Щорічний фестиваль відбувається 20 серпня. Покровитель — святий Бернард Клервоський.

## Демографія
Населення за роками:

Станом на 1 січня 2023 року в муніципалітеті офіційно проживали 32 іноземці з 10 країн, серед них 20 громадян країн Євросоюзу.

## Сусідні муніципалітети
- Бордігера
- Оспедалетті
- Перинальдо
- Санремо
- Валлебона